# Копійка Олег Валентинович
Копійка Олег Валентинович (англ. Oleh Kopiika народився 25 травня 1962 у місті Дніпро, Україна) - український вчений у галузі геоінформатики та систем підтримки прийняття рішень, доктор технічних наук (2015), професор (2022), Член-кореспондент НАН України (2024), лауреат Державної премії України в галузі освіти (2017). Директор Інституту прикладних систем управління Національної академії наук України,  член бюро відділення інформатики НАН України

## Життєпис:
Копійка Олег Валентинович народився 25 травня 1962 року у м. Дніпро (до 19 травня 2016 року місто Дніпропетровськ, Україна). Закінчив середню школу № 86 в м. Дніпро у 1979р. та вступив до Дніпропетровського державного університету.
1. 1984 — закінчив Дніпропетровський державний університет (механіко-математичний факультет), відомий випусник.
2. 1990 — захистив кандидатську дисертацію в Київському інституті інженерів цивільної авіації.
3. 1996 – отримав вчене звання Старший науковий співробітник в Інституті гідромеханіки Академії наук УРСР.
4. 2015 — захистив докторську дисертацію на тему «Методологія синтезу інформаційно-комунікаційних систем на базі єдиної інформаційної платформи» в Інституті телекомунікацій і глобального інформаційного простору НАН України.
5. 2022 – отримав вчене звання професор, Національний технічний університет України «Київський політехнічний інститут імені Ігоря Сікорського», кафедра кібербезпеки  і застосування  інформаційних систем та технологій.
6. 2024 - отримав вчене звання Член-кореспондента Національної академії наук України.

## Трудова діяльність і науковий внесок
1.     Інженер, молодший науковий співробітник, старший науковий співробітник (1984—1993) Інституту гідромеханіки Академії наук УРСР, основний напрям діяльності  - розроблення математичних моделей та програмно-технічних засобів з використанням ГІС (геоінформаційні системи) міграцій радіоактивних забруднень в атмосфері та гідросфері. При виконанні державної програми «Промтериторія» був розроблений програмно-технічний комплекс для розвитку промислових територій в умовах міста та оцінки техногенного впливу на оточуюче середовище [1-3,6,10].
2.     Заступник директора, директор Інституту прикладних проблем і технологій (1994-2000), керівник проєктів по розробці автоматизованих систем управління:
Система інформаційно-аналітичного забезпечення органів державної влади та управління  (Замовник - Національне агентство з питань інформатизації (1996-1998 рр.), Державний комітет зв'язку та інформатизації (1999-2001 рр.)) [12]; 
Організаційно-технічна система "Інформ-Чорнобиль" та Система підтримки прийняття рішень вищим керівництвом Міністерства (Замовник - Міністерство України в справах захисту населення від наслідків аварії   на ЧАЕС. (1990-1994 рр.)) [4,5,10]; 
Організаційно-технологічна система «МНС-інформ» та розробка ситуаційного центру міністерства (Замовник - Міністерство України з питань надзвичайних ситуацій та захисту населення від наслідків аварії на ЧАЕС (1994-1999 рр.)).
3.     Генеральний директор Українського бюро міжнародних проєктів, Голова секретаріату Європейської комісії в Україні (1996-2000), учасник Європейського проєкту по розробці Комп'ютерної системи управління ліквідації довгострокових наслідків аварії на ЧАЕС [5], учасник розробки Атласу забруднень Європи цезієм. Замовник - Комісія Європейських Спільнот.
4.     Заступник Генерального директора, директор департаменту, член правління ВАТ "Укртелеком", (2000-2009) [7-9,11,15,16],  керівник наступних проєктів:
- Національна інформаційно-комунікаційна інфраструктура України. Займався практичною роботою з впровадження технологій геоінформатики в СППР для  автоматизованих систем управління галузі телекомунікацій і в першу чергу в ПАТ “Укртелеком”.
- Центр управління мережами.
- Найпотужніші в Східній Європі сервісні Центри обробки даних.
- Архітектури платформи мережевих ресурсів та мережевих послуг, впроваджені в ПАТ «Укртелеком» для надання конвергентних послуг (широкосмуговий доступ, IPTV, VoIP, 3G).
5.     В.о. генерального директора Концерну радіомовлення, радіозв'язку та телебачення  (2009-2010), керівник урядового проєкту розвитку цифрового телебачення для 60% населення України.
6.     Генеральний директор ТОВ «Атлантіс Телеком» (2010 - 2013), впровадження хмарних технологій для надання телекомунікаційних послуг.
7.     Проректор з наукової роботи Державного університету телекомунікацій (2013-2015 рр.), розробив методологію синтезу інформаційно-комунікаційних систем на базі інформаційної платформи для системи підтримки прийняття рішень, які використовують геоінформаційні технології [15,17].
8. Провідний науковий співробітник, завідувач відділом та в.о. заступника директора з науково-інноваційної діяльності Інституту телекомунікацій і глобального інформаційного простору НАН України (2016-2023 рр.), основний науковий напрям - впровадження геоінформатики в системи спеціального призначення [18]. 
9. З 2023 р. Директор Інституту прикладних систем управління НАН України, основні напрями діяльності: системи підтримки прийняття рішень з використанням ГІС, робототехніка, штучний інтелект, адитивні технології та наукова освіта [17,19].

## Педагогічна діяльність
З 2000 по 2002 рік доцент НТУ України «Київський політехнічний університет».
З 2001 по 2004 рік  та з 2010 року по  2011 рік професор Державного університету інформаційно-телекомунікаційних технологій.
З 2014 по 2015 рік професор Державного університету телекомунікацій. 
З 2016 по 2018 рік професор Військового інституту телекомунікацій та інформатизації ім. Героїв Крут. 
З 2018 по 2022 рік професор Інституту спеціального зв’язку та захисту інформації НТУ України «Київський політехнічний інститут ім. Ігоря Сікорського». 
Член спеціалізованої вченої ради на здобуття вченого ступеня доктора наук Інституту телекомунікацій і глобального інформаційного простору НАН України.
Член редакційної колегії, Екологічна безпека та природокористування, належить до категорій Б.

## Науково-громадська діяльність
Член робочої групи по розробці закону України «Про національну програму інформатизації» 1998, концепції «Електронна Україна» 2002.
Член науково-технічної ради Державного департаменту з  питань зв'язку та інформатизації (2005)
Член колегії Державної адміністрації зв’язку (2009).
Член ради проректорів з наукової роботи вищих наукових закладів (2014).
Член науково-технічної ради Державної служби України з питань надзвичайних ситуацій (2013).
З 2017 року по теперішній час є Членом секції Комітету з Державних премій України в галузі науки і техніки (зараз Комітет з Національної премії України ім. Бориса Патона).
Голова Наглядової ради Державного університету інформаційно-комунікаційних технологій (2024).
Член Наглядової ради Одеського національного технологічного університету (2025).

## Відзнаки
2003 рік - «Подяка Президента України» за роботи по створенню інформаційно-аналітичного центру в Адміністрації президента.
2008 рік - Кращий IT-директор України.
2017 рік - Лауреат Державної премії України в галузі освіти 2017 року.